# Eclipse RCP
Eclipse RCP ist eine Rich Client Platform, die es ermöglicht plattformunabhängige Applikationen im Stile der Eclipse IDE zu erstellen. Es wurde von Erich Gamma konzipiert. Aufgrund der liberalen Lizenzierung unter der Eclipse Public License findet es sich auch häufig in proprietären Anwendungen wieder.

## Architektur
Es handelt sich um ein Komponentenmodell bei dem die Applikation durch Plug-ins modular ergänzt wird. Kernidee ist die Erweiterbarkeit durch sogenannte Extensions an vorher definierten Extension Points. Deklaration und Implementierung bleibt dabei streng getrennt.

## Anwendung
Der Content-Management-System-Client für tagesschau.de ist eine Eclipse RCP Anwendung. Der BIRT-Report-Designer oder auch IBM Lotus Symphony sind RCP-Applikationen. DBeaver ist ebenfalls eine RCP-Applikation und erlaubt eine Erweiterung durch Plug-Ins. Im Open Source Bereich sind Apache Directory Studio, Azureus, Bioclipse, Kalypso, RSSOwl oder uDig mit Eclipse RCP entworfen.
OpenChrom nutzt ebenso Eclipse RCP als Plattform.